# 胡義賓
胡義賓（1906年－1942年），中華民國軍人，官至少將。他為中日戰爭期間陣亡的中國將領之一。

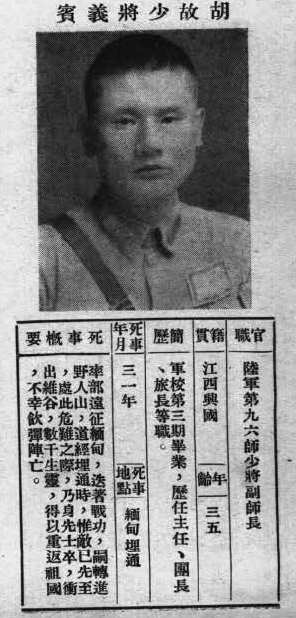
《抗戰軍人忠烈錄》（第一輯）中的胡義賓烈士遺像

## 生平
胡義賓為國民革命軍將領，中日戰爭期間，任96師少將師長。 1942年中，該師開拔至緬甸，協助英軍作戰。7月，胡義賓於戰役中陣亡於緬甸埋通。